# Ангіоспазм
Ангіоспа́зм — патологічне явище, що полягає у звуженні дрібних артерій та капілярів. Ангіоспазм спричинюють розлади нервової регуляції кровоносних судин.

## Етіологія
Ангіоспазм є симптомом багатьох хвороб, він виникає, зокрема, при гіпертонічній хворобі, при емоційному напруженні, при сильних больових подразненнях (так званий рефлекторний ангіоспазм) тощо.
Здебільшого ангіоспазм виникає періодично, триває від кількох хвилин до кількох днів. Іноді він може призвести до розвитку апоплексії та інфаркту міокарда.

## Лікування
Лікування ангіоспазму спрямоване на усунення основного захворювання; при ангіоспазмі застосовують судинорозширювальні засоби (при кардіальному ангіоспазмі — нітрогліцерин, валідол тощо) і болезаспокійливі засоби.